# 斯科費爾山

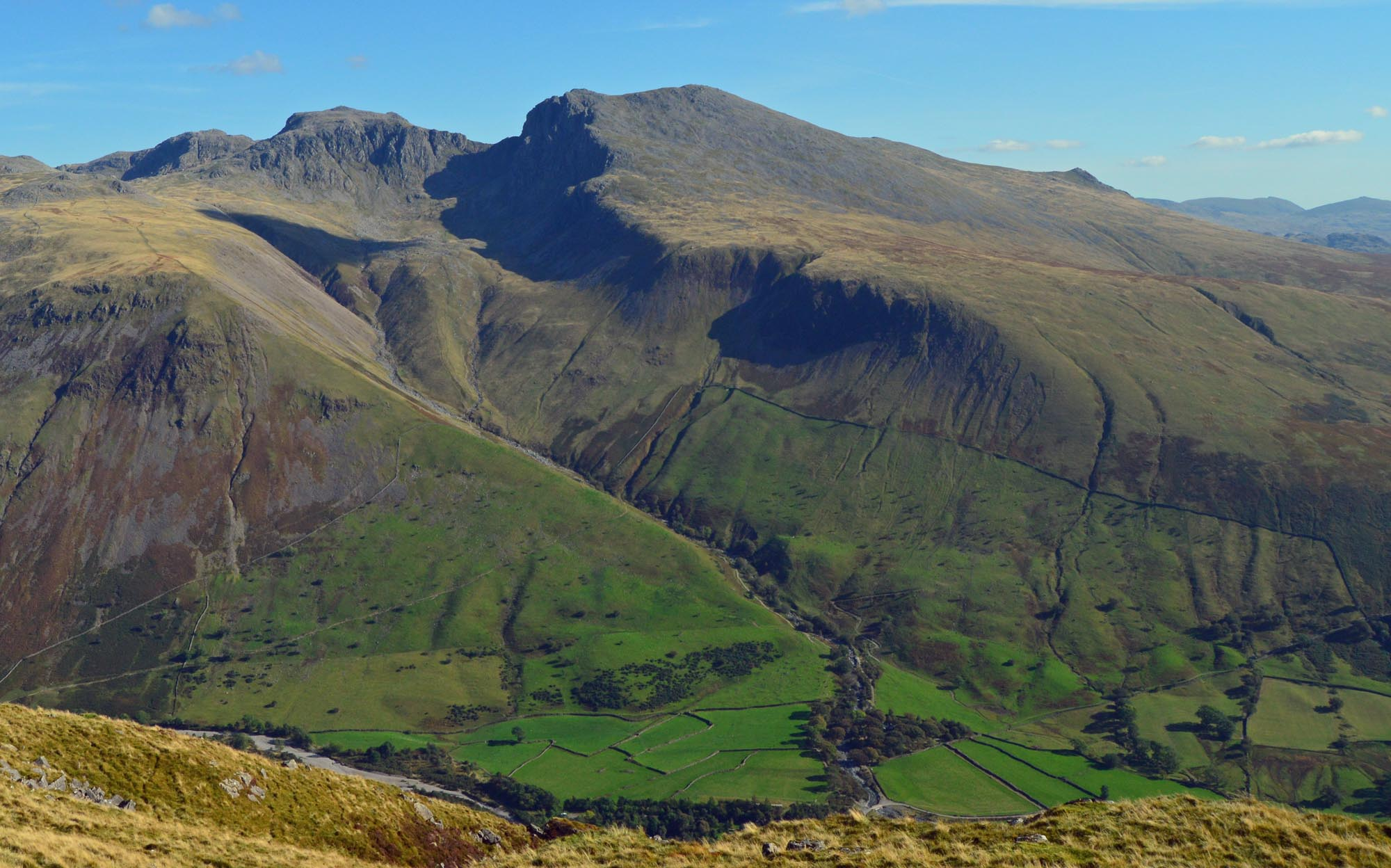

斯科費爾山（英語：Scafell）是位於英國英格蘭湖區的一座山峰。其海拔高度是964米，僅次於鄰近的斯科費爾峰，是英格蘭第二高峰。其山坡上分佈有一些冰斗湖。